# Paulina Pancenkov
Paulina Pancenkov, född 29 november 1999 i Bjuv, är en svensk sångerska. Hon sjunger främst  R&B och pop. Pancenkov kom på andra plats i Idol 2020.   
Hon är äldre syster till artisten Suzi P.

## Biografi
Paulina Pancenkov tävlade som sångerska i finalen av Lilla Melodifestivalen 2014. I samband med detta släppte hon sin första singel "Saknar Dig Så". 
År 2019 spelade hon in en singel tillsammans med Cherrie, kallad "4LIFE". 
Pancenkov tävlade i Idol 2020 och den 27 november 2020 stod det klart att hon skulle möta Nadja Holm i Idolfinalen den 4 december. Hon kom tvåa i finalen.
År 2021 medverkade hon i Hide & Seek på DiscoveryPlus. Programmet är skapat av Joakim Lundell och Jonna Lundell. Samma år spelade hon in en reklam till Max Hamburgare i samarbete med Idol, som sändes på TV4. 